# Atacamenan
Atacamenan (Atacaman), jezična porodica američkih Indijanaca u pustinjskim predjelima Atacame u Čileu.
Porodica obuhvaća jedini i istoimeni, sada izumrli jezik atacameño (kunza) [kuz], kojim su govorili Indijanaca Atacama ili Atacameño (Kunza) koji još žive u krajevima oko Atacame. Alexander F. Chamberlain u jezicima Puelchean, Tsonekan (Chon), Atacamenan, Chonoan i Charruan vidi samostalne jezične porodice. 
Porodica Atacamenan dovodi se kasnije i u vezu s Diaguitan jezicima (J. Alden Mason, 1950) i širi na veću porodicu ataguitan, umjetno nazvanu po porodicama Atacamenan i Diaguitan. Jezik kunza danas se vodi kao neklasificiran.

## Vanjske poveznice
- Alexander F. Chamberlain